# Tribunais de pequenas causas
Tribunais de pequenas causas, também chamados "cortes de pequenas causas" ou "juizados de pequenas causas" (no Brasil, Juizados Especiais), têm jurisdição limitada para julgar casos civis entre litigantes privados. Os tribunais autorizados a julgar ações de pequeno montante também podem ter outras funções judiciais e ter nomes diferentes em jurisdições diferentes. Por exemplo, pode ser conhecido como tribunal local, regional ou de magistrado. Esses tribunais podem ser encontrados na Austrália, Brasil, Canadá, Inglaterra e País de Gales, Hong Kong, Irlanda, Israel, Grécia, Nova Zelândia, Filipinas, Escócia, Singapura, África do Sul, Nigéria e Estados Unidos

## Finalidade e operação
A competência dos tribunais de pequenas causas abrange normalmente litígios privados que não envolvem grandes quantias de dinheiro. A cobrança rotineira de pequenas dívidas constitui uma grande parte dos casos levados aos tribunais de pequenas causas, bem como despejos e outros litígios entre senhorios e inquilinos, a menos que a jurisdição já esteja coberta por um conselho de inquilinos.
Um tribunal de ações de pequeno valor tem geralmente um limite monetário máximo para o montante das sentenças que pode conceder. Ao propor uma ação nesses tribunais, o reclamante renuncia normalmente a valores excedentes. O reclamante pode ou não ser autorizado a reduzir o pedido para se adequar aos requisitos deste local. Em certos caso, a possibilidade do reclamante reduzir o valor da causa para poder acessar o juizado de pequenas causas é estritamente proibido em alguns países. Por exemplo, se um reclamente pedir uma indenização de 30 000 dólares na esperança de obter uma indenização de 25 000 dólares no tribunal de ações de pequeno montante, o tribunal rejeita o caso porque não tem jurisdição para julgar casos em que a indenização pedida excede o montante máximo do tribunal.
Assim, mesmo que o requerente esteja disposto a aceitar menos do que o montante total, o caso não pode ser levado ao tribunal de ações de pequeno montante. Para levar o caso ao tribunal de ações de pequenas causas, o reclamante deve provar que os danos efetivos são da competência do tribunal. Em algumas jurisdições, a parte que perde num tribunal de ações de pequenas causas tem direito a um julgamento de novo num tribunal de competência mais geral e com procedimentos mais formais.
As regras de processo civil e, por vezes, de prova, são normalmente alteradas e simplificadas para tornar os procedimentos mais económicos. Um princípio orientador habitual nestes tribunais é o de que os indivíduos devem poder conduzir os seus próprios processos e representar-se a si próprios sem um advogado. As regras são flexibilizadas, mas continuam a aplicar-se em certa medida. Em alggumas jurisdições, as empresas continuam a ter de ser representadas por um advogado nos tribunais de pequenas causas. Os procedimentos judiciais mais caros, tais como interrogatórios e depoimentos, não são normalmente permitidos nos tribunais de ações de pequenas causas e praticamente todos os casos apresentados nesses tribunais são levados a julgamento. De acordo com algumas regras do tribunal, se o requerido não comparecer no julgamento e não tiver solicitado um adiamento, pode ser proferida uma sentença à revelia a favor do requerente.
A prática do julgamento por júri quase nunca é realizado em tribunais de pequenas causas; normalmente é excluído pelo estatuto (norma) que estabelece a corte. Da mesma forma, soluções equitativas, como liminares, incluindo ordens de proteção, raramente estão disponíveis nos tribunais de pequenas causas.
Podem existir tribunais de direito de família separados para julgar casos simples de direito da família. Por esses motivos têm mais a ver com a história do que com o tipo de caso normalmente apreciado por um tribunal de pequenas causas, a maioria dos estados dos EUA não permite disputas questões familiares em tribunais dessa natureza.
Ganhar no tribunal de pequenas causas não garante automaticamente a obtenção pagamento em compensação pelos danos do autor. Isto pode ser fácil, no caso de uma disputa contra um segurado, ou extremamente difícil, no caso de um réu não cooperante, transitório ou indigente. A sentença poderá ser cobrada por meio de penhora de salário e gravames.
A maior parte dos tribunais incentiva a busca por soluções alternativas de conflitos, se possível, antes de entrar da propositura da ação judicial propriamente dita. Como exemplo, o Tribunal Superior da Califórnia, Santa Clara, fornece regras para a resolução de disputas fora dos tribunais. As partes podem concordar com a arbitragem por um terceiro para resolver sua disputa fora do tribunal, embora embora as decisões dos tribunais de pequenas causas ainda possam ser apeladas, as sentenças arbitrais não podem.

## História
O Tribunal do Prefeito e da Cidade de Londres é o sucessor dos vários tribunais medievais da cidade de Londres, sendo um deles denominado de Tribunal de Consciência para recuperação de dívidas pequenas. Este era um tipo de tribunal de equidade. Um Tribunal semelhante foi estabelecido por lei em alguns bairros antigos da Irlanda; isto foi feito em outros locais, até ser regularizado pela Lei das Corporações Municipais (Irlanda) de 1840.

## Por região

### Austrália
As ações de pequeno valor são tratadas de forma diferente em cada estado e território, com a maioria funcionando no âmbito de tribunais, enquanto outros têm uma divisão de pequenas causas de seus respectivos tribunais de magistrados:

### Bélgica
Na Bélgica, os juízes de paz atua como tribunais de pequenas causas no sistema judicial do país; eles estão na base da hierarquia judicial da Bélgica e tratam apenas de casos civis. Há um juiz de paz em cada cantão judicial da Bélgica, dos quais havia 187 no total em 2017. Os juízes de paz têm jurisdição originária sobre os casos em que o montante contestado não exceda 5.000 euros (a partir de setembro de 2018), exceto para as questões sobre as quais outro órgão judicial tenha jurisdição exclusiva.Os s juízes de paz têm jurisdição originária sobre uma série de questões, independentemente do valor contestado, tais como casos que envolvem arrendamento ou leasing de imóveis, despejos, servidão, consolidação de terras, crédito ao consumo ou contas de serviços públicos não pagas. Os juízes de paz também têm jurisdição originária em certos aspectos do direito da família, mais especificamente sobre tutelas legais para idosos incapacitados e o internamento involuntário de doentes mentais em instalações psiquiátricas. Das sentenças proferidas pelos juízes de paz cabem, salvo exceções, recurso para os tribunais de primeira instância.

### Brasil
Os juizados especiais no Brasil foram criados pela Lei nº 9.099/1995 e o artigo primeiro dessa lei estabelece que eles serão organizados tanto pelo Poder Judiciário Federal quanto pelo Poder Judiciário Estadual. Portanto, existem Juizados Especiais Cíveis Federais (substantivo único Juizado Especial Federal), bem como Juizados Especiais Cíveis que fazem parte da estrutura di poder judiciário. Pertencem ao Poder Judiciário de um Estado são subdivididos em dois tipos de tribunais: o Juizado Especial Cível (Juizado Especial Cívil, abreviado como JEC) e o Juizado Especial Criminal (Juizado Especial Criminal, abreviado como Jecrim). Nos termos do artigo terceiro da Lei nº 9.099/1995, as Ações Cíveis envolvendo valor de até 40 (quarenta) salários mínimos mensais poderão ser ajuizadas perante Juizado Especial Cível, conforme bem como ações de pequeno valor envolvendo proprietários e algumas ações previstas no artigo 275, II, do Código de Processo Civil. Já os Juizados Especiais Criminais poderão julgar ações envolvendo pequenos delitos, que, nos termos do artigo 60 da Lei nº 9.099/1995, são aqueles previstos na Lei de Contravenções (Decreto nº 3.688/1941) ou aqueles em que a pena não ultrapassa 02 (dois anos). De acordo com o artigo 54.º, não existem custas judiciais para os Juizados de Pequenas Causas. Contudo, se for interposto recurso, serão aplicadas custas judiciais.

### Canadá
Todas as províncias têm procedimentos para pequenas causas no Canadá. Em geral, existem dois tipos diferentes. Na maioria das províncias, incluindo a Colúmbia Britânica, Alberta e New Brunswick, os juizados de pequenas causas funcionam independentemente dos tribunais superiores. Em outras jurisdições, o tribunal de pequenas causas é uma filial ou divisão do tribunal superior. Em Ontário por exemplo, o Tribunal de Pequenas Causas é um ramo do Superior Tribunal de Justiça e, em Manitoba, o Tribunal de Pequenas Causas está sob a jurisdição do Tribunal da Alçada Real.
Os processos relativos a ações de pequeno valor são apreciados por juízes do Tribunal Provincial da Colúmbia Britânica, Alberta e Saskatchewan, por juízes ou juízes-adjuntos do Tribunal Superior de Justiça do Ontário e por auditores em Manitoba.
Os tribunais de pequenas causas têm por objetivo proporcionar uma via mais fácil e menos custosa para a resolução de litígios do que os tribunais superiores. O procedimento desses tribunais é regulado pela legislação e pelas regras provinciais na maioria das províncias. O procedimento para essas ações é simplificado, sem requisitos rigorosos de apresentação de alegações e sem um processo formal de descoberta, e os custos das partes podem ser limitados.
Os limites monetários para os juiados d pequenas causas no Canadá variam de acordo com a província.
Em geral, questões envolvendo títulos de terra, calúnia, difamação, falência, cárcere privado ou processo com objetivos ilegais devem ser tratadas em um tribunal superior e não podem ser decididas em tribunais de pequenas causas.

### União Europeia
Um procedimento em âmbito de toda a União Europeia de pequenas causas para ações transfronteiriças aos cuidados do regime de Bruxelas (normatização), como alternativa aos procedimentos nacionais, foi estabelecido em 1 de janeiro de 2009, processando reclamações com valores até 2.000 Euros, aumentado para 5.000 Euros em 14 de julho de 2017 e no mesmo valor para o ano de 2021.

### Hong Kong
O Tribunal de Pequenas Causas (chinês: 小額錢債審裁處) foi criado para se criar um meio rápido e barato para resolução de demandas judiciais. Situado no Edifício do Tribunal de Justiça de West Kowloon, o Tribunal de Pequenas Causas trata de ações monetárias que não excedem HK$ 75.000 (cerca de U$$ 9.500 dólares, em 2023). Tem poder exclusivo para lidar com tais reivindicações. Esse tribunal não tem poder para lidar com disputas trabalhistas, posse de terras, manutenção de pensão alimentícia, reclamações por calúnia/difamação e reclamações feitas por credores de dinheiro. Igualmente, não tem o poder de conceder medida cautelar, se um requerente solicitar tal medida, o caso será transferido para o Tribunal Distrital.
O Magistrado Chefe é o Líder do Tribunal do Tribunal de Pequenas Causas e é responsável por sua administração.
Os casos no Tribunal de Pequenas Causas são ouvidos por Árbitros nomeados pelo Chefe do poder Executivo por recomendação da Comissão de Recomendação de Oficiais de Justiça (JORC) independente. Os casos também podem ser recebidos por Adjudicadores Adjuntos indicados temporariamente pelo Chefe de Justiça. Uma pessoa que tenha atuado durante pelo menos 5 anos como advogado, advogado, solicitador ou funcionário judicial em Hong Kong ou outra jurisdição de direito consuetudinário é elegível para ser nomeado Árbitro ou Árbitro Adjunto. Vários Magistrados Permanentes são designados para atuar como Árbitros no Tribunal de Pequenas Causas.
As custas para registrar uma ação no Tribunal de Pequenas Causas varia entre US$ 2,5 e US$ 15,23 (2019), dependendo do valor reivindicado.
Quando uma ação é proposta na Secretaria do Tribunal, o requerente receberá o Formulário (nº 3) que indica a data da audiência de convocação, a qual deve ocorrer no máximo 60 dias após sua apresentação. Na audiência de convocação, o Oficial do Tribunal entrevistará ambas as partes, identificará as questões em disputa e explorará se é possível chegar a um acordo. Se a disputa não puder ser resolvida, o Oficial do Tribunal dará instruções para a apresentação de outros documentos (defesa, pedido reconvencional, réplica, depoimentos de testemunhas, outros documentos comprovativos, etc.) e adiará o caso até outra data para uma audiência de menção.
Na audiência inicial (audição), o Árbitro verificará se as partes cumpriram as orientações anteriores e poderá também dar orientações adicionais na preparação para o julgamento. O Árbitro (arbitragem) também podem buscar ativamente com as partes se elas estão dispostas a chegar a um acordo. Se não for possível chegar a um acordo e o caso estiver pronto para julgamento, será fixada uma data para o julgamento.
Uma das parte envolvidas no litígio pode requerer o adiamento da data da audiência. Todavia, como o objetivo do Tribunal de Pequenas Causas é tratar e resolver os litígios dentro de um prazo razoável, geralmente só será permitido um pedido de adiamento se for apoiado por uma boa razão e se for um adiamento curto. Espera-se que os casos sejam resolvidas plenamente.
As audiências no Tribunal de Pequenas Causas são conduzidas de maneira informal. As partes agem pessoalmente e não podem ser representadas legalmente. A lógica é que nesses tribunais as questões sejam sem custos altos para contratação de serviços jurídicos e também que um litigante não representado não e temer o desequilíbrio de poder causado pela representação de um advogado que represente a outra parte. Isso garante que haja condições de concorrência de equilíbrio para todas as partes. No entanto, uma parte pode consultar um advogado para aconselhamento, incluindo um que esteja presente na sala do tribunal durante a audiência como observador, desde que o advogado não conduza eficazmente o caso, dando instruções à parte sobre as medidas a tomar. durante a audiência e perguntas a fazer às testemunhas. Se uma das partes for uma empresa e um de seus funcionários for advogado, esse funcionário poderá representar a empresa no processo no Tribunal de Pequenas Causas. Uma parte também pode solicitar ao Tribunal de Pequenas Causas autorização para que outra pessoa que não seja advogado atue como seu representante na condução do caso.
Ao reclamante cabe o ônus da prova e tem a responsabilidade de preparar e produzir provas em apoio do seu caso. No entanto, o Árbitro tem a obrigação legal de analisar qualquer assunto considerado relevante para a ação, quer tenha sido levantada ou não por uma das partes. O Árbitro (arbitragem) poderá, portanto, convidar as partes a discutir assuntos ou orientá-las a produzir provas ou documentos relativos a assuntos considerados importantes. Dado que o Árbitro tem um “papel ativo”, as partes são instruídas a produzirem documentos/evidências específicas se tais documentos/evidências tiverem influência na análise jurídica do litígio. O Árbitro não tem o dever de convocar testemunhas para preencher as lacunas nas provas/casos apresentados por uma parte, mas se uma testemunha que possa ser importante não tenha sido chamada pelas partes ou pelo árbitro, não poderá tal desiderato afetar negativametne qualquer das partes. O Árbitro poderá fazer perguntas às partes e testemunhas e convidar as partes a apresentarem seus pareceres. No entanto, o dever de inquirir não significa que o Árbitro deva assumir o papel de conselheiro ou defensor de uma parte, uma vez que o Árbitro deve permanecer neutro e imparcial.
As regras gerais de prova não se aplicam no Tribunal de Pequenas Causas, que pode receber qualquer prova que considere relevante. O Tribunal ddecidirá como receber provas com base em considerações de proporcionalidade, custos e bom senso. Uma parte poderá solicitar a exibição a de documentos da outra parte se tais documentos existirem, estiverem/estiverem em posse dessa parte, forem relevantes para a disputa e forem necessários para conseguir lidar de forma justa com a disputa entre as partes. O Tribunal de Pequenas Causas pode receber provas de fatos (hearsay), mas deve considerar por que a testemunha em questão não é chamada a prestar depoimento oral e se as provas são verdadeiras.
As cortes de pequenas causas tem o poder discricionário de conceder à parte vencedora quaisquer despesas razoáveis e qualquer perda de salário ou remuneração sofrida no comparecimento às audiências,  com finalidade reparatória, não punitiva.
O Árbitro dará sua decisão de forma oral ou por escrito no final do julgamento ou o mais rápido possível. Se a decisão for proferida oralmente, o Árbitro deverá reduzi-la a escrito no prazo de 14 dias. Ao reduzir a decisão oral por escrito, o Árbitro pode expandir a decisão oral, fornecendo razões escritas mais completas para o julgamento, desde que sejam consistentes com a determinação original e as conclusões factuais. O Árbitro tem o dever de analisar as provas do caso e de fundamentar por que chegou a uma determinada conclusão ou decisão foi alcançada. O Árbitro deve explicarsuas motivações relacionadas a provas ou a uma testemunha. O Árbitro não deve fornecer outras razões escritas para aperfeiçoar ou melhorar as razões escritas da decisão que já foram proferidas, em particular depois de uma das partes ter apresentado um pedido ao Tribunal de Primeira Instância do Tribunal Superior para autorização de recurso.
Depois que o Árbitro (arbitragem) tiver proferido a decisão, uma parte poderá solicitar, no prazo de 7 dias, preenchendo o Formulário específico e pagando uma taxa para que o Árbitro revise a decisão. Ao conduzir a revisão da decisão/ordem, o Árbitro poderá reabrir e ouvir novamente a reclamação total ou parcialmente, poderá solicitar ou ouvir novas provas e poderá, ao final, confirmar, alterar ou reverter a decisão. As partes que desejam apresentar novas provas na fase de revisão são obrigadas a fornecer razões convincentes que expliquem por que tais provas não foram apresentadas no julgamento e demonstrar que tais provas são importantes para a ação. O Árbitro é obrigado a fornecer razões adequadas para a decisão de revisão.
Independentemente do Árbitro ter conduzido uma revisão da decisão, a parte pode recorrer ao Tribunal de Primeira Instância do Tribunal Superior contra uma decisão do Tribunal de Pequenas Causas. No entanto, é necessário primeiro solicitar autorização para recorrer do Tribunal de Primeira Instância, preenchendo um formulário específico e pagando uma taxa, no prazo de 7 dias úteis a contar da decisão/despacho do Tribunal de Pequenas Causas, demonstrando que se trata de uma questão de direito que seja discutível ou exceda a jurisdição do Tribunal. Ao requerer a autorização de recurso, uma parte pode estar legalmente representada no Tribunal de Primeira Instância. O pedido de autorização de recurso será julgado perante um juiz do Tribunal Superior numa audiência oral, à qual comparecerá apenas a parte que solicita a autorização de recurso e não a outra parte. Em vez de uma audiência oral, independentemente de o requerente estar legalmente representado ou agindo pessoalmente, o Juiz do Tribunal Superior pode ordenar que o pedido de autorização de recurso seja deduzido oralmente. Se o Tribunal de Primeira Instância recusar admitir recurso, a sua decisão é definitiva e não suscetível de novo recurso. O procedimento de autorização de recurso pela parte significa que a parte vencedora no Tribunal de Pequenas Causas só terá que pagar os custos se a outra parte tenha obtido procedência do recurso. No entanto, em alguns casos, o juiz do Tribunal Superior pode determinar que a audiência de recurso ocorra inter partes, quer dizer, na presença de todas as partes, e não apenas do requerente).
Se for concedido acesso a via recursal, o recorrente deverá apresentar uma Notificação especial e pagar uma taxa de HK$ 1.045. Todas as partes (que possam estar legalmente representadas) comparecerão então à audiência de recurso perante um Juiz do Tribunal Superior. O Tribunal de Primeira Instância não é obrigado a dar provimento ao recurso apenas porque houve um desvio ou admissão indevida ou rejeição de provas pelo Tribunal de Pequenas Causas, a menos que o Tribunal considere que isso causou um erro substancial ou uma nulidade espontânea. Se o recurso for admitido, e se o recorrente estiver legalmente representado enquanto o réu age pessoalmente, uma vez que não pode pagar a representação legal, o Tribunal tem o poder de não condenar o réu vencido ao pagamento de custas e honorários da outra parte, sob certas circunstâncias. Em resumo, se o recurso for admitido, o Tribunal de Primeira Instância mandará o processo ao Tribunal de Pequenas Causas para um novo julgamento, se for necessário fazer novas/novas conclusões factuais, mesmo que o montante reclamado seja pequeno. Todavia, o Tribunal de Primeira Instância pode vetar a ordem de um novo julgamento, mesmo que considere que o Tribunal de Pequenas Causas cometeu um erro de direito, se este for desproporcional tendo em conta o montante reclamado.

### Irlanda
As Corte de Pequenas Causas são um nome informal para o Tribunal Distrital quando esse atua de acordo com as regras do tribunal de Procedimentos de Pequenas Causas. As antigas cortes distritais dos bairros da República da Irlanda foram substituídos pela Lei dos Tribunais de Justiça de 1924 pelo Tribunal Distrital, que opera em todo o país. Os casos de pequenas causas foram processados da mesma maneira que outras sentenças sumárias do Tribunal Distrital até 1991, quando um "procedimento de pequenas causas" separado foi criado pela primeira vez. As atuais regras de procedimento para pequenas ações do Tribunal Distrital datam de 2007, com alterações até 2009. O Procedimento Europeu para Ações de Pequeno Valor é utilizado quando uma das partes se encontra noutro Estado-Membro da UE.

### Quênia
Os Tribunais de Pequenas Causas do Quênia foram criados em 2016 (formalmente divulgados em 26 de abril de 2021 nos Tribunais de Justiça de Milimani) conforme a Seção 4 (nº 02) da Lei de Pequenas Causas de 2016. Este tribunal é um tribunal subordinado nos termos do Artigo 169 da Constituição do Quênia de 2010 e a sua jurisdição geográfica abrange subcondados ou quaisquer outras unidades de descentralização ao abrigo da Constituição. Cada Juizado de Pequenas Causas é presidido por um juiz nomeado pela Comissão do Serviço Judicial. O Chefe de Justiça também pode designar qualquer pessoa qualificada para atuar como juiz (seção 6, parte 1 e 2. Para atuar como juiz nesses juizados, uma pessoa deve: ser um advogado do Tribunal Superior do Quênia com três anos de experiência jurídica, ou b) ter formação parajurídica. O tribunal trata de processos civis previstos no artigo 12 que decorrem de: a) um contrato de venda e fornecimento de bens ou serviços; (b) um contrato relativo a dinheiro detido e recebido; (c) responsabilidade civil em relação a perdas ou danos causados a qualquer propriedade ou pela entrega ou recuperação de bens móveis; (d) indenização por danos pessoais; e (e) compensação e reconvenção em qualquer contrato. Embora a jurisdição pecuniária do tribunal seja limitada a US$ 10.000, a Seção 12(4) dá ao Presidente do Supremo o poder de revisar esse limite para qualquer quantia que ele considere adequada por meio de um aviso no Diário Oficial.

### Nigéria
Os juizados de pequenas causas na Nigéria são semelhantes aos dos Estados Unidos e da Inglaterra. São tribunais especialmente estabelecidos que julgam e determinam casos de recuperação de dívidas pequenas e liquidadas. Os tribunais de pequenas causas foram introduzidos em Lagos, naNigéria, em abril de 2018, pelo ex-juiz-chefe do juiz do estado de Lagos, Opeyemi Oke. Não está claro se foi uma iniciativa do Banco Mundial ou uma reforma do Judiciário do Estado de Lagos, uma vez que o momento da criação dos tribunais coincidiu com as motivações relacionadas à criação do Conselho Presidencial de Habilitação do Ambiente de Negócios e das pressões do Banco Mundial para facilitar a realização de negócios nesse país através de um procedimento judicial de recuperação de dívidas. Na cerimônia de criação, 15 tribunais de magistrados nos cinco distritos magistrais de Lagos foram designados como tribunais de pequenas causas. Os cinco distritos magistrais incluem a Ilha de Lagos, Ikeja, Yaba, Badagry e Ikorodu.
O Judiciário do Estado de Kano aderiu a ideia e estabeleceu o seu Tribunal de Pequenas Causas em 24 de janeiro de 2019, com jurisdição semelhante ao Juizado de Pequenas Causas do Estado de Lagos. Cinco tribunais foram estabelecidos como tribunais de pequenas causas e estão localizados em Gwammaja, Gyadi-Gyadi, Nomansland e Dawakin Tofa.
Os tribunais de pequenas causas são conduzidos por magistrados que ouvem e determinam casos sobre reclamações de dívidas não superiores a cinco milhões de Nairas. Tratam de cobranças rotineiras de pequenas dívidas, despejos e outras disputas entre proprietários e inquilinos, bem como quebra de contratos e atos ilícitos simples. Para instaurar uma questão de pequenas causas, o reclamante e o reclamado devem residir ou fazer negócios na localidade do tribunal.

### Singapura
Assim como no Reino Unido, as pequenas causas podem ser julgadas em Singapura através das Cortes Estatais de Singapura.

### Reino Unido
As normas e procedimentos se diferenciam para os diversos países do Reino Unido. Embora a Grã-Bretanha fosse membro da União Europeia, o Procedimento Europeu para Ações de Pequeno Porte para ações transfronteiriças também se aplica.

#### Inglaterra e Gales
A Inglaterra e o País de Gales não possuem um tribunal de pequenas causas em separado. Essas ações são julgadas no Tribunal norma (de Comarca) depois de serem alocados na área de pequenas causas do sistema de Tribunal de Comarca. As ações de pequeno valor são julgadas por um procedimento diferenciado Os casos de baixo valor, incluindo a maioria dos casos de danos não pessoais até 10.000 libras esterlinas, são geralmente distribuídos por procedimento específrico no Tribunal de Comarca comum. Estes casos são ouvidos pelos juízes distritais no âmbito de um procedimento informal.
Uma importante diferença entre ações de pequenas causas e outras ações cíveis é que as partes geralmente não conseguem obter novamente as custas judiciais, independentemente de quem ganha ou perde. Por esta razão, a maioria dos indivíduos e empresas envolvidas em pequenas causas lidam com elas sem representação legal por advogado. A parte vencedora poderá recuperar os seguintes custos, taxas e despesas da parte perdedora:
- custos fixos no início da ação;
- As taxas judiciais;[35]
- despesas razoavelmente incorridas pelo vencedor e suas testemunhas na viagem de/para uma audiência ou na permanência fora de casa para fins de participação em uma audiência;
- perda de rendimentos ou perda de licença para o vencedor e suas testemunhas devido ao comparecimento a uma audiência ou à permanência fora de casa com o propósito de comparecer a uma audiência, limitado a 95 libras por dia para cada pessoa;[36]
- honorários de especialistas, limitados a 750 libras para cada especialista.[36]

O procedimento em separado para ações de pequeno porte foi criado pela primeira vez para ações de até 75 libras no ano de 1973. Isso decorreu do poder normativo dos juízes de ordenar a arbitragem. O limite foi aumentado para 1.000 libras em 1991, 3.000 libras em 1996, £ 5.000 libras em 1999 e  10.000 libras em 2013. O limite é apenas uma diretriz geral, não sendo vinculativo. O tribunal pode determinar que o processo vá para as pequenas causas, ao se considerar que o caso é suficientemente simples para constituir uma forma adequada de resolver a questão. Um serviço Money Claim Online está disponível para reivindicações maiores, mas ainda simples.

#### Irlanda do Norte
O juizado de pequenas causas permite que certos tipos de ações não superiores a 3.000 libras sejam decididas informalmente pelo Tribunal de Comarca.

#### Escócia
Na Escócia, tais ações são tratadas através de um processo denominado procedimento simples, sujeito a um limite de 5.000 libras.

### Estados Unidos
O movimento para estabelecer tribunais de pequenas causas começou normalmente no início dos anos 60, quando os tribunais de justiça de paz eram cada vez mais vistos como obsoletos e as autoridades consideravam necessário ter um tribunal deste tipo para permitir que as pessoas pudessem entrar com ação sem a necessidade de uma advogado. No estado de Nova Iorque foram criados tribunais de pequenas causas em resposta às conclusões de 1958 da Comissão Tweed do governador Thomas E. Dewey sobre a necessidade de reorganização do poder judiciário. Desde então, houve pressão para a criação dos tribunais de pequenas causas na maioria dos estados dos EUA.
Não há tribunal de pequenas causas na justiça federal dos EUA Observar que o Congresso estabeleceu o mínimo jurisdicional para casos de jurisdição de diversidade em valores superiores a US$ 75.000. (casos que não envolvam matéria de competência federal, mas, que podem ser julgadas pela justiça federal americana.. Os juízes magistrados estão autorizados a tratar de certas questões preliminares. Desde o ano de 2010, os custos das taxas de depósito aumentaram em quase todos os sistemas judiciais estaduais. As taxas de registro normalmente variam de US$ 15 a US$ 150, dependendo do valor da reivindicação. A alternativa aos tribunais de pequenas causas inclui serviços de resolução e resolução de litígios online mais baratos e mais rápidos, onde os potenciais litigantes resolvem os seus litígios a um custo mais baixo, sem exigir ou envolver qualquer processo de adjudicação.

### Grécia
Na Grécia, esses tribunais são chamados de "Ειρηνοδικεία" ou "Πταισματοδικεία" (Juizes de Paz ou Tribunais de Pequenas Causas). Eles têm apenas um juiz.
Nos termos do artigo 14 do Código Civil Grego, o qual trata da Competência dos Tribunais da Magistratura e dos Tribunais Unipessoais de Primeira Instância devido a um montante, estão sob a seus cuidados:
1. Todas os questões que possam ser avaliados em dinheiro e o valor do seu objeto não exceda o valor de vinte mil (20.000,00) euros.[44]

Todas as questões principais ou incidentais de um contrato de arrendamento, bem como as diferenças do artigo 601.º do Código Civil, vez que em todos estes casos a renda mensal não exceda a seiscentos euros.
1. As questões entre os proprietários de andares ou apartamentos decorrentes da relação de propriedade dos apartamentos e as questões entre os administradores de imóveis por andares e os proprietários de andares e apartamentos quanto aos custos comuns, desde que o valor do seu objeto não exceda o valor de vinte mil (20.000) euros.[44]

De acordo com o artigo 15 do Código Civil que trata da Competência extraordinária dos tribunais judiciais sem discriminação de valor, a competência dos magistrados está submetida à competência geral dos tribunais, independentemente do valor do objeto da ação.
1. As ações sobre imóveis adquiridos relativamente à entrega do uso do arrendamento ou à sua execução por qualquer motivo,
2. Ações relativas a danos a árvores, videiras, frutos, sementes, raízes e plantas em geral, causados pelo pastoreio ilegal de animais ou de qualquer outra forma,
3. As ações decorrentes do disposto nos artigos 1.003 a 1.009, 1.018 a 1.020 e 1.023 a 1.031 do Código Civil grego, bem como as referentes aos danos causados pela sua violação,
4. Ações relativas à determinação de distâncias impostas por leis e regulamentos ou costumes locais para plantação de árvores ou plantações ou para erguer cercas ou cavar valas;
5. As ações relacioandas à obstrução à livre utilização de estradas e caminhos, bem como os danos causados por essas obstruções.
6. Ações relacionadas ao uso de água corrente ou à proibição de seu uso.
7. As ações decorrentes do disposto nos artigos 834 a 839 do Código Civil grego.
8. As ações relativas a reclamações das pessoas referidas nos artigos 834.º e 839.º do Código Civil ou dos seus sucessores universais, contra os seus clientes ou sucessores universais,
9. As ções de um contrato de transporte de pessoas por qualquer meio, pelos créditos que dele tenham os transportadores ou agentes ou seus sucessores universais;
10. As ações relacionadas às reivindicações das associações e cooperativas contra os seus membros ou seus sucessores universais, pela contribuição que lhes é devida, bem como ações relativas às reivindicações que os membros ou os sucessores universais têm contra as associações e cooperativas a título monetário ou outros benefícios,[44]

As ações envolvendo cobranças de advogados ou dos seus sucessores universais relativamente aos seus honorários e despesas, se se tratar dos seus serviços em julgamentos no Tribunal da Magistratura ou no Tribunal Penal,
1. Ações relacionadas com os direitos ou compensações ou custos de testemunhas ouvidas em qualquer tribunal ou para árbitros, e aqueles relacionados com os direitos ou compensações ou custos de intérpretes, oficiais de justiça e oficiais de justiça, independentemente de como tenham sido nomeados, e escrivães sucessores de todos estes,
2. As ações decorrentes da venda de animais, por defeitos reais ou falta de propriedades acordadas.[44]

As cortes judiciais também são responsáveis para execução de seus julgados, sendo que a partir de 1 de março de 2013 passam a ser responsáveis por testamentos, pela emissão de certidões de herança, bem como pelo registo ou remoção de uma pré-notificação de hipoteca.

## Ensino
Alguns países oferecem aulas sobre procedimentos judiciais de pequenas causas. Como estes tribunais são abertos ao público, a participação em algumas sessões pode ser útil para uma pessoa envolvida num caso, seja como autor ou como réu, para aprenderem sobre o procedimento no âmbito desses tribunais.

## Na cultura popular
Vários processos de pequenas causas apareceram na televisão em programas judiciais. Todavia, os ambientes destes programas não são verdadeiramente tribunais, ainda que tentem dar a aparência de tal, são apenas formas de arbitragem. Esses programas incluem The People's Court, Judge Judy, Judge Joe Brown, Judge Mathis, etc., todos apresentando juízes aposentados como árbitros.